# Kamp Lagland
Het Kamp Lagland (Frans: Quartier Camp Lagland) is een uitgestrekt militair oefenterrein dat zich bevindt bij Toernich, voor 1977 een gemeente, sinds dat jaar een deelgemeente van Aarlen, hoofdstad van de provincie Luxemburg, in het uiterste zuidoosten van België. Het terrein aan de Route de Virton beslaat ongeveer 26 km2. Het kamp wordt vooral gebruikt door de Defensie van België als schietveld.
Het kamp is genoemd naar het beekje dat door het gebied loopt, Lagland, genoemd naar het "laagland" van het bos van Aarlen waarin de vallei van het beekje ligt. Het gebied werd erkend als een Natura 2000-gebied.

## Geschiedenis
Aarlen bood het terrein van het huidige kamp in 1881 aan het Belgisch leger als schietterrein voor het garnizoen gevestigd in Aarlen, het 3de Bataljon van het 11de Linieregiment. Dit bataljon gebruikte het terrein na de inrichting als schietterrein voor het eerst in 1883. In 1884 kwam ook een andere eenheid er schietoefeningen houden, de 6de Brigade, die er een maand bleef om te oefenen. Het terrein werd regelmatig gebruikt, maar de intensiteit van oefeningen in het kamp nam pas echt toe na de Tweede Wereldoorlog.
Verspreid over het terrein zijn meerdere schietstanden opgesteld, omringd door terreinen voor tactische oefeningen. Teneinde ook te kunnen oefenen voor militaire operaties in bebouwde zones werd een artificieel dorp gebouwd bestaand uit veertig "huizen", Asperulange genaamd.
Kamp Beverlo (Leopoldsburg) ·
Kamp Brasschaat (Brasschaat) ·
Kamp Elsenborn (Elsenborn) ·
Kamp Lagland (Aarlen) ·
Kamp Marche (Marche-en-Famenne)